# Serge Ducosté
Serge Ducosté   (Haití, 4 de febrer de 1944 - 5 de juliol de 2024) fou un futbolista haitià de la dècada de 1970.
Fou 14 cops internacional amb la selecció d'Haití amb la qual participà en la Copa del Món de futbol de 1974.
Pel que fa a clubs, destacà a Aigle Noir AC.